# Basakasjön
Basakasjön är en saltsjö i Etiopien, i Östafrikanska gravsänkesystemet. Sjön har under några decennier vuxit kraftigt, vilket har påverkat näringen i närområdet. Basakasjön ligger 954 meter över havet och får sitt vatten från varma källor.

## Expansion och miljöhot
Under ett halvt sekel, från 1960 till 2010, höjdes Basakasjöns vattennivå 7,6 meter så att en landyta på 45,8 kvadratkilometer översvämmades. Vattenvolymen i sjön ökade med 280 miljoner kubikmeter. Sjön var 1957 cirka 3 kvadratkilometer stor och 2008 cirka 43 kvadratkilometer. Vägen från Addis Abeba till hamnen i Djibouti, en viktig handelsled, har fått ledas om som ett resultat av sjöns utvidgning. Utökningen kan förklaras av förändringar i grundvattennivån, men skälen till dessa är okända. Sjöns tillväxt utgör ett miljöproblem på grund av vattnets låga kvalitet; det är olämpligt för såväl bevattning som dricksvattenkälla. Basakasjön är endorheisk, men det finns en risk att sjöns saltvatten inom något eller några decennier kommer ut i floden Awash, och därmed påverkar bevattningen i ett större område. I närområdet har redan sockerrörsproduktionen, en viktig näring i regionen, påverkats negativt och mycket odlingsmark har blivit obrukbar.

## Djur- och växtliv
Basakasjöns fågelliv är omfattande med bland annat flamingo och skärfläcka. Sjövattnets kemiska egenskaper, med ett pH-värde på 9,6, gör den till en naturlig växtplats för Arthrospira platensis, spirulina, som är ett vanligt kosttillskott.